# Maddie Coleman
Maddie Coleman is een personage uit de Amerikaanse soap As the World Turns. Ze wordt sinds 27 juli 2005 gespeeld door Alexandra Chando

## De beginjaren van Maddie
Madeline "Maddie" Coleman groeide op als de jongste telg van de familie Coleman. Ze kon altijd het beste opschieten met haar oudere broer Henry. Toen hij naar Oakdale vertrok, bleef Maddie achter bij haar ouders en met haar zes andere zussen. Ze groeide op tot een beleefde tiener die op school alleen maar tienen haalde. Doordat ze niet geïnteresseerd was in de nieuwste modetrends en alle jongens, was ze op school vaak een buitenstaander. Ze voelt zich eenzaam en buitengesloten en omdat haar ouders geen tijd voor haar hebben, stort ze haar hart uit bij Louise Browning, de man van haar oudste zus Eve. Dan heeft Maddie ineens genoeg van alles en iedereen om haar heen en ze besluit naar Oakdale te gaan, om haar broer Henry op te zoeken.

## Maddies Aankomst
Nadat Maddie in Oakdale is gearriveerd, is ze, net als de rest van haar familie, ervan overtuigd dat haar broer nog steeds gelukkig getrouwd is met Katie Peretti. Niets is minder waar als ze ontdekt dat haar broer in een limousine slaapt. Ze hoort het ware verhaal achter Henry's huwelijk met Katie, maar ze ziet ook dat Henry nog steeds van Katie houdt. Katie ontmoet Maddie en laat Henry met zijn zusje tijdelijk intrekken bij haar. Maddie ziet dit als de ultieme kans om Henry en Katie weer bij elkaar te brengen. Ze rekende er echter niet op dat Katie weer samen met haar ex-vriend Mike Kasnoff was. Desondanks zet Maddie haar plannetje toch voort. Ze gaat op internet op zoek naar Byron Glass, een vroeger klasgenootje van Katie. Maddie mailt wekenlang met hem, terwijl zij zich voordoet als Katie. Er arriveren steeds cadeautjes van Byron voor Katie. Als Henry achter Maddies plan komt, dwingt hij haar ermee te stoppen. Maddie kapt het af, maar ondertussen is Katie ervan overtuigd dat Henry haar de cadeautjes heeft gestuurd. Maddie probeert uit te leggen, maar Henry neemt de schuld op zich en wordt door Katie het huis uitgezet. Katie is ook teleurgesteld in Maddie en wil haar zo snel mogelijk terug naar haar familie sturen. Henry weet Katie echter toch over te halen om iets anders te vinden voor Maddie.

## Maddie en de Hughes
Katie vraagt aan haar zus Margo Hughes of Maddie niet bij hen kan wonen. Margo is eerst sceptisch, maar als ze Maddie ontmoet, vindt ze haar het perfecte voorbeeld van hoe Margo's eigen zoon, Casey, zich weleens kan gedragen. Maddie en Casey ontmoeten elkaar ondertussen en kunnen elkaar niet uitstaan. Ondanks hun afgrijzen moet Maddie toch bij Margo intrekken. Vanaf dan liggen Maddie en Casey constant met elkaar overhoop. Casey schaamt zich ervoor dat een stuudje als Maddie bij hem woont en negeert haar dan ook zo vaak als hij kan. Maddie op haar beurt, vindt Casey een populair typetje dat om niets anders geeft dan uiterlijk en meisjes. Ze zet hem dan ook regelmatig voor schut bij zijn losse vriendinnetje Lia. Door enkele gebeurtenissen ontdekken ze ook een andere kant van elkaar. Zo bewondert Casey stiekem Maddies doorzettingsvermogen en positiviteit, als ze maar geen baan kan krijgen en haar broer nog altijd in een limousine woont. Maddie komt achter het grote geheim tussen Casey en Gwen, waarbij Gwen zwanger is en de baby van Casey is. Ze steunt hem als Gwen hem openbaar aanvalt en ze redden enkele keren elkaars hachje als er problemen ontstaan.
Maddie wordt dan goede vrienden met Gwen en Will en als ze onterecht worden beschuldigt van poging tot moord, helpt Maddie hen ontsnappen van de politie. Ze brengt ze onder in de nachtclub Metro, die tijdelijk gesloten is, en schuift Margo zelfs een vals alibi voor. Als Casey erachter komt wat Maddie allemaal doet, probeert hij het eerst uit haar hoofd te praten. Als ze hem wijst op de verklaringen van Gwen en Will en alles uitlegt, verandert Casey zijn mening. Hij besluit samen met Maddie op zoek naar bewijs te gaan en uiteindelijk worden Will en Gwen, dankzij Maddie en Casey, vrijgesproken van de aanklacht en herstelt Casey zijn vriendschap met Will en Gwen. Maddie en Casey groeien snel dicht naar elkaar en gaan voorzichtig een relatie aan. Dit tot onrust van Margo, die niet wil dat haar zoon een relatie heeft met een meisje dat onder hetzelfde dak woont. Ze waarschuwt hen enkele keren, maar als ze Maddie en Casey zoenend betrapt, zegt ze Maddie dat ze moet vertrekken. Casey is woedend op zijn moeder en blijft Maddie gewoon zien. Maddie trekt ondertussen in bij Henry, die inmiddels een luxe suite in hotel de Lake View heeft.

## Maddies Trauma
Langzaam proberen Maddie en Casey hun relatie naar een volgende stap te verplaatsen. Als ze alleen zijn en klaar zijn om met elkaar te vrijen, wordt Maddie ineens afstandelijk. Ze duwt Casey weg en zegt dat ze nog niet klaar is. In plaats van alles te bespreken, maakt Maddie het uit en vertrekt. Casey is gekwetst en probeert zijn pijn te verdringen door met andere meisjes uit te gaan. Hij pakt zijn knipperrelatie weer op met Lia McDermott en ondanks dat Maddie degene was die de relatie uitmaakte, is ze jaloers als ze Casey zo snel met een ander meisje ziet. Uit jaloezie vernielt ze Lia's auto, maar voelt zich daarna onmiddellijk schuldig. Dagen later wordt Lia dood aangetroffen en Maddie weet niets meer van de avond ervoor. Al snel wordt ze als hoofdverdachte gezien, maar wordt door onverwachtse hulp vrijgelaten.
Haar zus Eve en Eves man Louis zijn aangekomen in Oakdale en proberen Maddie te steunen. Voor Maddie is het een shock om Louis weer te zien en ze accepteert geen hulp van hem. Zowel Henry als Casey zien beiden hoe  moeilijk Maddie het heeft en haar afstand van Louis is duidelijk. Beiden krijgen echter geen kik uit Maddie. Als Maddie meerdere malen schreeuwend met Louis is gesignaleerd, probeert Henry de puzzelstukjes in elkaar te passen. Langzaam ontdekt hij de reden dat Maddie naar Oakdale is gekomen. Het blijkt dat Louis te close tegen Maddie was en haar uiteindelijk heeft verkracht. Henry is woedend op zijn zwager, maar Maddie smeekt haar broer het geheim te houden.
Dan wordt er nog een tiener dood aangetroffen, Nate Bradley, Maddies ex-vriendje. Opnieuw is Maddie de hoofdverdachte, maar dit keer heeft ze ook hulp van Casey, die in haar onschuld gelooft. Maddie wordt uiteindelijk vrijgesproken als er nog meerde vermoorde tieners opduiken, waar Maddie geen connectie mee had. Enkele tieners willen weg van de problemen in Oakdale en daarom besluiten Gwen, Will, Luke, Maddie, Casey en Jade naar een boshuisje te gaan, bij Raver Lake. Daar duikt de moordenaar onverwachts op en vermoordt nog meer tieners, vrienden van Gwen, Casey en Luke. Na een lange en zenuwslopende nacht waarbij alle tieners voor hun leven rennen, wordt de moordenaar uitgeschakeld door Casey. Maddie is geschokt als ze ziet dat de moordenaar niemand minder dan haar eigen zus Eve is. Eve wordt afgevoerd naar de politie en als reden dat ze Maddie liet opdraaien geeft ze dan Maddie haar man zou hebben verleid en ze daarvoor moest worden gestraft. Maddie en Casey bespreken alles en Maddie biecht eindelijk haar geheim op. Casey is ontroerd als Maddie zegt dat ze bang was om zichzelf te laten gaan en dat ze van hem houdt. De twee besluiten dat ze niets meer geheim zullen houden en herstellen hun relatie.

## Persoonlijke problemen
De relatie tussen Casey en Maddie gaat maandenlang goed, totdat Casey zich steeds vreemder gaat gedragen. Maddie ontdekt dat hij online heeft zitten pokeren en gokken, waardoor hij nu een gigantische schuld heeft. Maddie probeert samen met Will en Gwen haar vriend te helpen, maar Casey zegt dat hij dit zelf moet oplossen. Uiteindelijk heeft hij geen geld meer om zijn woekeraars terug te betalen en steelt geld van Will. Adam, de gezamenlijke broer van Casey en Will, laat het lijken alsof Will verantwoordelijk is voor het stelen van zijn eigen geld. Adams perikelen worden openbaar gemaakt en Casey wordt opgepakt. Adam vlucht uit Oakdale, maar probeert Gwen mee te krijgen. Bang dat hij Gwen probeerde te verkrachten, slaat Maddie Adam neer. Maddie en Gwen zijn ervan overtuigd dat Adam dood is en ze besluiten hem te begraven, bang dat ze naar de gevangenis moeten. Niet lang daarna worden Gwen en Maddie gestalkt. Vreemde telefoontjes komen binnen en aparte cadeautjes arriveren bij Gwen. Uiteindelijk blijkt dat Adam nog leeft en zichzelf heeft weten te bevrijden Hij gaat nu Maddie en Gwen achterna. Daarom besluiten ze te vluchten. Will gaat met hen mee en als Casey ontdekt dat Maddie vertrekt, gaat hij met hen mee. Hiermee maakt hij z'n straf erger, omdat hij op borgtocht vrij is en Oakdale niet mag verlaten. Wanneer alle vier weer terugkeren naar Oakdale, wordt Caseys straf inderdaad zwaarder gemaakt. Maddie is niet toegestaan om bij de rechtszaak te zijn, en wacht daarom bij zijn huis. Als ze terugkomen, vertelt Casey zijn straf. Hij moet 6 maanden naar de staatsgevangenis. Maddie en Casey nemen hartverscheurend afscheid en beloven op elkaar te wachten.

## WOAK
Nu Maddie Casey niet meer heeft, hangt ze veel rond met Gwen en Will, maar ze voelt zich ongewenst. Ze trekt daarom ook veel op met Luke Snyder. Ze gaan samenwerken bij het televisiestation WOAK en worden hierdoor goede vrienden.
In juni 2007 worden Maddie en Luke vergezeld door een derde stagiaire op WOAK, Noah Mayer. Doordat hij op z'n eerste dag al te laat komt en zich hier niet voor verontschuldigd, mag Luke hem al meteen niet. Maddie komt erachter dat zij en Noah veel dingen gemeen hebben. Ze houden van dezelfde muziek, dezelfde films en geven beiden meer om het innerlijk dan om het uiterlijk. Maddie en Noah worden goede vrienden en plannen om met z'n allen een trip naar Branson te maken, waarbij ze worden vergezeld door Luke, Gwen, Will, Jade en Cleo. Vlak voor hun vertrek ontvangt Maddie bericht dat Casey niet naar Oakdale terugkomt na zijn vrijlating. Maddie stort in elkaar,maar gaat toch mee naar Branson. Onbedoeld belanden zij en Noah met elkaar in bed en worden vervolgens betrapt door Luke. Eerst proberen Maddie en Noah te doen alsof er niets is gebeurd, maar Noah geeft al snel aan dat hij meer wil. Maddie overtuigd zichzelf dat ze klaar is voor een nieuwe relatie en Casey achter zich te laten en besluit om verder te gaan met Noah.
Dingen gaan heel snel voor Maddie als ze een aanbod krijgt om in Wesleyan te gaan studeren, maar Noah haar vraagt om in Oakdale te blijven voor hem. Maddie twijfelt, maar geeft dan toe en schrijft zich in bij Oakdale U, de plaatselijke universiteit. Een week later arriveert Colonel Winston Mayer in Oakdale, de vader van Noah. Hij is erg verbaasd en blij om te horen dat Maddie zijn vriendin is, maar lijkt er geen genoegen mee te nemen. Al snel wil Col. Mayer steeds meer over Maddie weten. Enkele dagen later vraagt Noah plotseling, in het bijzin van zijn vader, of Maddie bij hem in wil trekken. Doordat de Colonel druk blijft zetten, zegt Maddie ja, toch tegen haar zin in. Enkele weken later ontdekt ze dat Col. Mayer haar heeft nagetrokken en alles over haar lijkt te weten. Maddie voelt zich erg ongemakkelijk en vraagt Henry om hulp. Uit een gesprek die haar broer heeft met de Colonel, vraagt hij zich iets af. Henry vertelt Maddie dat de Colonel het niet zo op Luke heeft, en dat Noah vroeger met "verkeerde mensen" om ging. Henry denkt dat Col. Mayer denkt dat er iets is tussen Noah en Luke. Maddie wimpelt zijn theorie boos weg en zegt dat Noah hetero is. Op WOAK twijfelt ze toch en vraagt Luke hiernaar. Luke doet te lang over het antwoord, waarna Maddie zich realiseert dat Noah en Luke iets hebben. Ze stormt verbaasd weg om Noah te zoeken en een verklaring te krijgen.
Maddie accepteert al snel dat Luke en Noah nu samen, en realiseert zich dat dit komt doordat ze nooit echt verliefd op Noah is geweest, niet zoals met Casey. Ze trekt weer op met haar broer, die nu eigenaar is van Al'Diner met zijn vriendin Vienna Hyatt. Maar Maddie is ongelukkig. Ze heeft nog niets van Casey gehoord, ook al hebben ze geen relatie meer en voelt zich alleen nu haar vriendin Gwen zich bezighoudt met baby's en Luke meer met Noah is. Maddie besluit om alsnog naar Wesleyan te gaan. Ze neemt afscheid van Henry, Vienna, Gwen, Will, Noah en Luke en neemt in stilte afscheid van alles wat ze had met Casey en vertrekt uit Oakdale.

## Actrice achter Maddie Coleman
Madeline "Maddie" Coleman wordt gespeeld door Alexandra Chando. Ze is geboren op 28 Juli 1986 en staat sinds dat ze een peuter was op de planken. Ze heeft in enkele reclamespotjes gespeeld en kleine rolletjes in een paar series. In 2005 kwam de auditie van Maddie Coleman op haar pad. Ze deed auditie en kreeg, zonder dat ze het had verwacht, de rol. Ze moest auditie doen Zach Roerig, die de rol van Casey Hughes speelt: 
Ik was hypernerveus en dacht echt dat ik de hele auditie had verpest. Toen ze me een paar dagen later belde dat ik de rol had gekregen, wist ik echt niet wat ik moest zeggen. Ik werd op de set echt als een ster verwelkomd, ik voelde me meteen thuis.

Alexandra was nerveus over haar auditie, maar ze was nog zenuwachtiger nadat ze hoorde dat ze veel scènes  met Mark C. Collier (Mike Kasnoff) zou hebben. Ze keek zelf al As The Wold Turns en was helemaal gek van Mark: 
De eerste paar weken had ik echt moeite om zo hatelijk tegen hem te acteren. Hij is zo ongelooflijk knap en tijdens de rust durfde ik hem niet aan te kijken. Daar heb ik nu gelukkig geen last meer van.
 Toen MTV hoorde van Alexandra's doorbraak, wilde ze haar filmen voor MTV True Life: I'm getting my big break. Alexandra ging akkoord en verscheen daardoor ook nog ruim een uur op MTV.

Enkele maanden geleden pas werd Alexandra's uitzending van MTV True Life uitgezonden. Hierin had Alexandra verteld dat ze Mark C. Collier zo knap vond, maar ze was zo slim geweest om dit aan niemand te vertellen. Na de uitzending kreeg Alexandra telefoontjes van tv-broer Trent Dawson, tv-vriend Zach Roerig en ook van Mark C. Collier zelf: 
Ik schaamde me helemaal dood. Niemand wist dit en ik was die uitzending eerlijk gezegd alweer half vergeten. Met m'n vriendinnen kon ik lachen om m'n uitspraken, maar toen ik Trent aan de telefoon had was het al snel gedaan met m'n vrolijke bui.
Ontslag

Eind augustus kreeg Alexandra Chando te horen dat Maddie uit de soap zou worden geschreven. Volgens de schrijvers waren er geen verhaallijnen meer voor haar karakter. Met Casey in de gevangenis, Gwen en Will met hun baby en Luke met Noah was er volgens hen niets meer voor Maddie in Oakdale, en daarom zou ze alsnog naar Wesleyan worden gestuurd: 
Ik was teleurgesteld toen ik hierover werd geïnformeerd. In mijn ogen kunnen er genoeg andere dingen met Maddie worden gedaan en ik had graag willen zien hoe alles was verlopen als Casey weer zou terugkeren. Het enige voordeel hieruit is dat ik nu net in het pilotseizoen belandt, dus daar ga ik nu maar voor.
 Aldus de actrice zelf.
Pas twee weken voor haar vertrek werd het nieuws naar buiten gebracht, en mede door het late bericht werd er lacherige gereageerd door de fans. Toen eenmaal duidelijk was dat Maddie wel degelijk uit Oakdale zou vertrekken, haalde schrijvers hiermee de woede van de fans op hun hals. Fans verwachten dat Maddie op den duur weer terugkomt, maar met een recast, want "Alex gaat het helemaal maken in primetime".
Nominatie
Alexandra is in 2007 voor het eerst genomineerd voor Emmy Daytime Award, in de categorie Younger Outstanding Actress in a Daytime Television Soap. Ze was hier samen met mede collega Jennifer Landon (Gwen Munson) en 3 andere collega's van andere soaps genomineerd. Haar promotiefilmpje was een scène uit 2006, waar Maddie weigerde om Casey toe te laten in haar psychopathische familie. Alexandra verloor van Jennifer Landon.